# Parc national naturel de Macuira
Le parc national naturel de Macuira est un parc national situé dans la péninsule de Guajira, en Colombie. Il inclut la chaîne montagneuse serranía de Macuira dans le département de La Guajira.